# Villebon-sur-Yvette
Villebon-sur-Yvette là một xã trong vùng hành chính Île-de-France, thuộc tỉnh Essonne, quận Palaiseau, tổng Villebon-sur-Yvette. Tọa độ địa lý của xã là 48° 41' vĩ độ bắc, 02° 12' kinh độ đông.

## Thông tin nhân khẩu
| 1890 | 1912 | 1926 | 1941 | 1946 | 1959 | 1962 | 1968 | 1974 | 1982 | 1990 | 1999 |
| ---- | ---- | ---- | ---- | ---- | ---- | ---- | ---- | ---- | ---- | ---- | ---- |
| 790  | 809  | 1023 | 1142 | 1456 | 2126 | 3183 | 5078 | 7415 | 7728 | 9080 | 9373 |